# IF Finströms Kamraterna
IF Finströms Kamraterna är en finländsk (åländsk) idrottsförening bildad den 2 mars 1922. Föreningen har sektioner för bordtennis, fotboll, friidrott, innebandy och man arrangerar även årliga fotbollsturneringar .

## IFFK Fotboll
Föreningen spelade 2006 i Finlands Division III i fotboll för herrar. En serie de vann och därför spelade i division II 2007. Laget lyckades med nöd och näppe hålla sig kvar i divisionen och spelar därmed även 2008 i division II. IFFK:s herrlag har under lång tid varit de främsta konkurrenterna till IFK Mariehamn om att vara Ålands bästa fotbollslag men numera präglas den åländska fotbollen mer av samarbete än rivalitet.
IFFK är även moderklubb till IFK Norrköpings Daniel Sjölund och AIK:s Annica Sjölund.

### Tidigare kända spelare
- Jeff Brazier
- Annica Sjölund
- Daniel Sjölund
- Peter Sjölund
- Stefan Sjölund

## FC Åland
FC Åland är ett samarbete mellan de åländska idrottsföreningarna IF Finströms Kamraterna, IF Fram, Sunds IF och Hammarlands IK.
IFFK:s fotbollsverksamhet för ungdomslagen på 9-manna-, 11-manna- och seniornivå bedrivs från och med 2013 genom FC Åland.

## IFFK Friidrott
Föreningen bedriver genom samarbete med andra norråländska idrottsföreningar friidrottsverksamhet på juniornivå. När ungdomar når en viss ålder övergår verksamheten till Ålands idrottsdistrikts verksamhet. När de aktiva deltar i tävlingar utanför Åland representerar man Åland och inte längre moderföreningen.

### Friidrottare med IFFK som moderförening
- Mats Boman
- Andreas Henriksson
- Erica Nordqvist